# イスパノ・スイザ HS.404

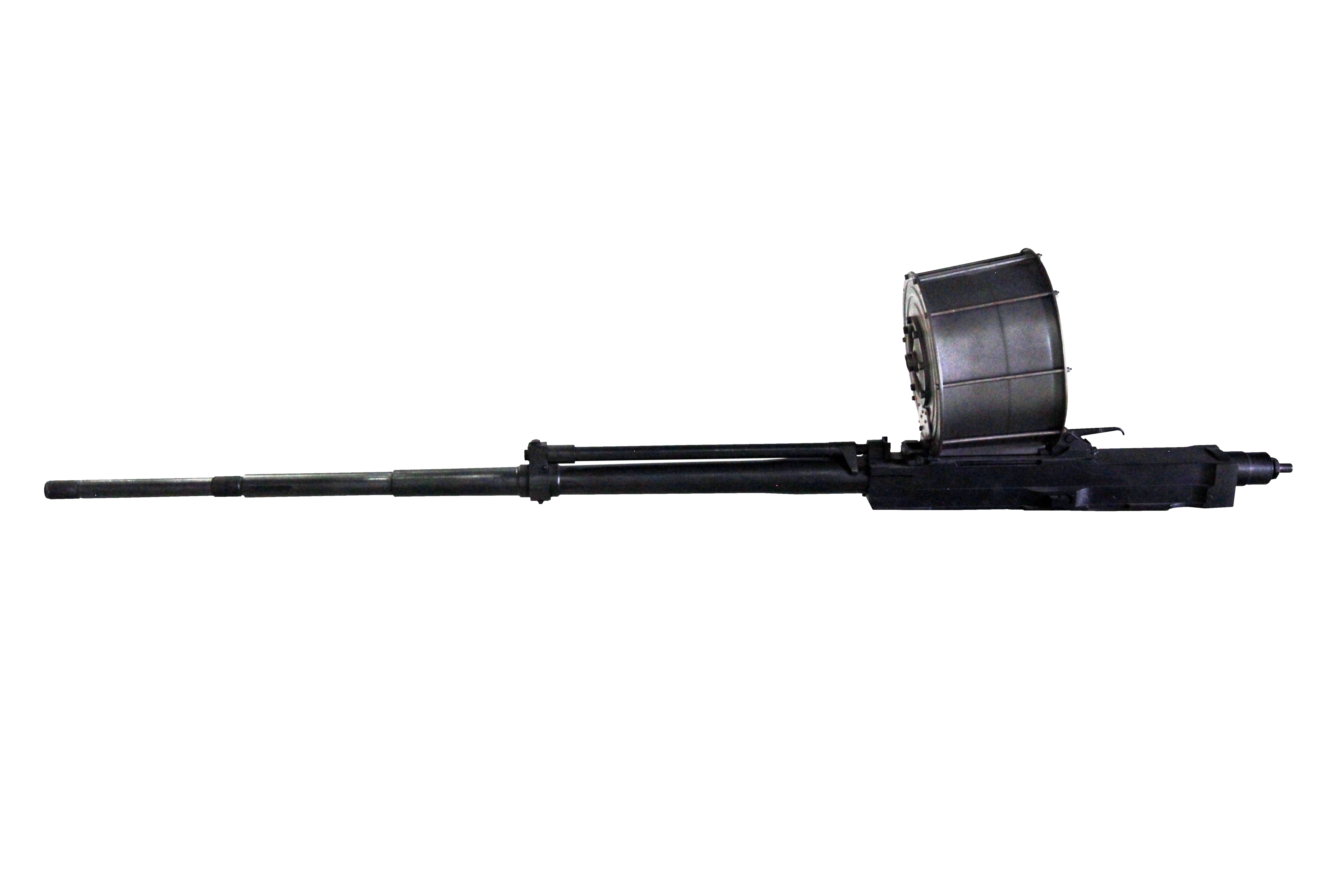
イスパノ・スイザ 20mm航空機関砲
イギリスによって独自改良されたモデルである、イスパノ Mk.V（Hispano Mark V）

イスパノ・スイザ HS.404（Hispano-Suiza HS.404）は、イスパノ・スイザ社が開発した20mm口径の機関砲。第二次世界大戦において航空機関砲として広く用いられたほか、対空砲としても用いられた。
イギリスでライセンス生産/独自改良されたものは“Hispano Mark *”、アメリカ合衆国でライセンス生産/独自改良されたものには“20mm M1/AN-M2/AN-M3”および“M24”の制式名称がつけられている。

## 概要
20世紀に幅広く使用された航空兵器の1つで、イギリス、アメリカ、フランスなどを始めとする多くの軍隊で採用された。
開発国のフランスの他、イギリスとアメリカ、その他にスウェーデン、スイス、アルゼンチンそしてユーゴスラビアで開発された航空機に搭載されて広く用いられたが、第二次大戦後はDEFAなどのリヴォルヴァーカノンやM61を筆頭としたモーターガトリング砲の搭載機が増加していき、旧式機の引退と共に航空機搭載用としてはその姿を消していった。
なお、HS.404は原型を開発したのはスペインで創業されスペインとフランスに拠点を持った多国籍軍需企業であるイスパノ・スイザ社であるが、広く用いられた型は、いずれもイギリスとアメリカでライセンスを所得した後に両国において独自に改良されたもので、それらの改良にはイスパノ・スイザ社は間接的にのみ関わっている。このため、原型のイスパノ・スイザ HS.404とイギリスで改良された"Hispano Mark II"以降のイギリス製モデル、およびアメリカで改良された"AN-M2/3"および"M24"は、設計の祖を同一とする独自の発展型と捉えたほうが適切である。

## 開発に至る経緯
イスパノ・スイザ社フランス支社（HSF）は、スイスのエリコン社が開発したエリコン FFSのライセンス生産権を取得し、HS.7およびHS.9として生産を行った。これは、イスパノ・スイザ 12Y 液冷V型エンジンの上に砲を搭載し、ギアボックスを介して軸を上方に偏移させたプロペラ駆動軸を中空にしてその軸内に砲身を通す、という“モーターカノン（Moteur-canon）”方式に用いるものとして、大口径かつコンパクトな機関砲を求めていたためであった。しかし、HS.7/9の生産開始直後、エリコン社との間に特許を巡る係争が発生し、両社の取引関係は解消された。
1933年、イスパノ社の技術者マルク・ビルキヒト（Mark Birkigt）は、アメリカの機関銃設計者、カール・スウェビリウス(Carl Swebilius)が1919年特許を取得した機構、およびイタリアの銃器設計者であるアルフレド・スコッティ(Alfredo Scotti)が70口径20mm機関砲に組み込んだ機構に基づいて、HS.7/9の作動方式を変更し、連射能力と砲口初速の向上といった改良を施し、弾薬もほぼ同規格ながら仕様の異なる20×110mm弾を使用するものとして、タイプ 400(HS.400)を完成させた。更に、タイプ402(HS.402)、更に実銃の製作は行われず図面上のみのものであったがタイプ 403(HS.403)を経て、1936年にはタイプ 404(HS.404)を完成させた。エリコンFFSではAPI ブローバックだった作動方式は、ブローバックの基本動作に加えて、ボルト開放にガス圧を用いたピストンを使用する併用方式に改められている。
HS.404シリーズは1938年にアメリカで特許を所得した後、まずフランス空軍向けに製造が開始された。モーターカノン用の20mm HS.404の他、銃身長を1,000mmに短縮して爆撃機他の銃塔/防御機銃用としたHS.405、23mm口径とした銃塔/防御機銃用（銃身長 1,150mm）のHS.406、23mm口径でモーターカノン用の長銃身（銃身長 1,600mm）型HS.407も開発された。ただし、HS.404以外は第二次世界大戦の開戦時で試作品が1丁ずつ完成していたのみである
。
元来の装弾数は多くても60発装弾のドラム型弾倉のみであったため、飛行中に弾倉を交換することができない航空機では装弾数不足が問題になり、160発装弾のドラム型弾倉も開発されたが、この大容量弾倉は150発以上を装填すると途端に信頼性の低下を起こした。1940年にはベルト給弾システムの開発で解決が試みられたが、フランスの降伏で計画は頓挫し、最終的にはベルト給弾型は試作品と設計図が密かにイギリスに持ち出されて、イギリスによる改良型として実現した。

## 設計

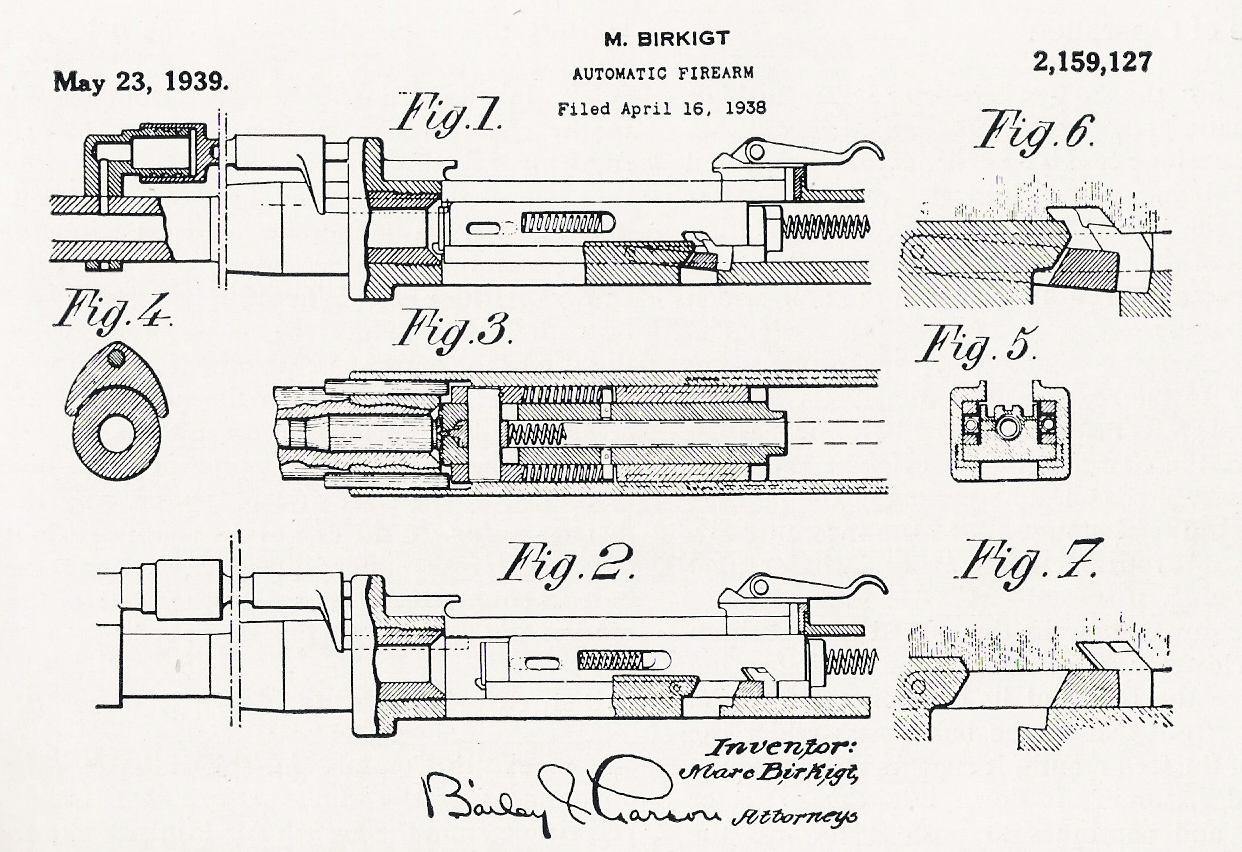
アメリカでの特許申請書に記載されているHS.404の機関部の図

HS.404の大きな特徴として、2種類（ブローバックおよびガス圧作動方式）の作動方式を併用していることと、発砲時に前後作動する部分が非常に大きいことが挙げられる。
通常のブローバック方式の場合、撃発すると遊底は銃身と噛み合ったまま反動により後退し、所定の距離を後退したところでカムもしくはラッチの働きで遊底と銃身の結合が開放され、以後は遊底のみが後退して排莢するが、HS.404では銃身と遊底の結合の開放は銃身に開けられたガス導入孔から導かれた発射ガスがピストンを動かし、ピストンに連動するロッドが遊底と銃身の結合を解除することによって行われる。この併用方式はAPI方式に比べて発射速度を高いものとしつつ銃身を長くすることが可能であったため、航空機銃では重要な要素となる砲口初速と発射速度を向上させることができた。
なお、ブローバック方式の銃器は遊底（ボルト）のみ、もしくはボルトと銃身（※ショート/ロングリコイル方式）が撃発に伴い前後に動くことで動作し、撃発に伴って後退した機関部と銃身を複座させるばね（リコイルスプリング）は遊底の後方、もしくは銃身に並行あるいは銃身を取り巻くように配置されているが、HS.404ではリコイルスプリングが砲口部のすぐ後方にある設計になっている。これはモーターカノン方式に用いることを前提として設計されているためで、高初速を求めて長砲身としたため、長大になった砲身のぶれを砲口部で保持することで極力小なくするためと、通常の自動火器では前後に駆動する作動部を保持する部分（レシーバー）を、エンジンおよびそれに砲をマウントする部分に兼用させることでエンジンと砲を一体化させ、機関砲としては軽量小型な設計としていたためである。
この構造のため、HS.404には「砲口部を固定しなければ安定して動作しない」「砲単体で発砲すると作動部分の慣性重量が大きいために射撃時の動揺が大きい」という欠点があった。
これらの問題は本来の開発目的である“モーターカノンの搭載銃”として用いる限りさして問題とならないはずであったが、エンジンの振動が砲の作動に干渉して作動不良の原因になることや、モーターカノンではなく翼架や単独の銃架に装備する際に特別な銃架が必要になる、といった問題が生じた。

## 運用史

### イギリス

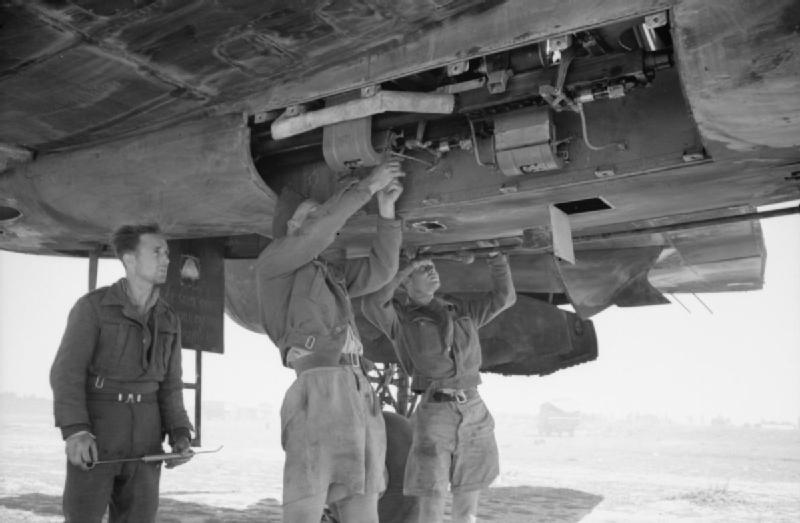
ブリストル ボーファイター Mk.VI Fに搭載されたイスパノ Mk.II

イギリスは航空機搭載武装としては小口径の機銃を多数装備する方針を採っていたが、弾頭威力を重視する面から大口径火器の必要性も認識されており、1935年より20mm口径の航空機搭載機銃の検討に入った。これにより選定されたのがHS.404で、1939年にはイスパノ・スイザ タイプ404（Hispano Suiza Type 404）の名称でイギリス空軍とイギリス海軍艦隊航空隊(Fleet Air Arm)に制式採用された。
1940年にはイスパノ・スイザ社およびフランス政府から製造許可を取りつけてイスパノ Mk.I（Hispano Mark I）として自国生産品を完成させ、“モーターカノン”方式でなくとも搭載できるよう、"SAMM cradle"との名称が付けられたマウントを用い、ウェストランド ホワールウィンドへ搭載している。バトル・オブ・ブリテン中にはスピットファイアMk.IbおよびMk.IIにも搭載されたが、作動不良が多く、旋回時の装弾不良などから部隊での評判は必ずしも良くはなかった。
イスパノシリーズは後のイギリス空軍戦闘機に搭載される標準武装になるが、当初作動不良を頻発したため、スピットファイアでは暫定的に20mm機関砲2門と7.7mm機銃4挺のB翼装備で配備され、改善後に4門装備も可能な“ユニバーサルウィング(Universal Wing)”ことC翼が標準となり、タイフーン Mk.IB以降、テンペスト Mk.Vでも4門装備であった。
上述の作動不良問題は、撃発後に膨張した薬莢が薬室内壁に貼り付いてしまうことと、薬莢が薬室に装弾される際に、作動部の慣性重量が大きいために閉鎖器によって閉鎖時に僅かに圧縮されてしまい、結果的に撃針の作動距離が不足することが原因であることが判明し、1941年には「薬室内壁に細かな溝を設け、溝に発射ガスの吹き返しが流れることで薬莢の貼り付きを防止する」「薬室全長を0.08インチ(約2mm)短くする」という改良を加え、装弾方式をドラム型弾倉方式から分離式金属製弾帯によるベルト給弾式に変更したイスパノ Mk.II（Hispano Mark II）が開発・採用され、ブローニング機関銃8挺を装備していたホーカー ハリケーン Mk.Iと熱帯地用のスピットファイアへ搭載された。また、使用する20mm弾薬も雷管を改良したものに変更されている。
イギリスは自国の生産力の負担を軽減するために、同じくHS.404を自国生産したアメリカのM1（後述）の輸入に興味を示したが、試験のためにM1を受け取ると、その出来の悪さに失望したという。これはM1がオリジナルのHS.404と同じ薬室の設計を持つことが問題の原因であると考え、1942年4月にはイスパノ Mk.IIとその図面が比較のためアメリカに送られた。しかし、この技術提供による品質向上が望めなかったため、アメリカ製HS.404の導入は中止された。
第二次世界大戦も中盤に差し掛かると、イギリスの兵器製造力も問題ではないレベルまで向上していたため、イギリスではイスパノ Mk.IIの改良に着手し、砲口初速の低下を受忍して銃身を短縮して重量の軽減と速射性を高め、、リコイルスプリングを砲口部直後から銃身部に移動させて銃架の汎用性を向上させたイスパノ Mk.V（Hispano Mark V）を開発し、テンペスト Mk.Vなどに搭載した。
イスパノシリーズは第二次世界大戦中だけでも各型を合わせると約42,500基がBirmingham Small Arms（BSA）によって製造され、大戦後もイギリスの開発した初期のジェット戦闘機他に搭載されたが、航空機搭載機銃としてはADEN 30mmリヴォルヴァーカノンが開発され、これに取って代わられている。

### アメリカ

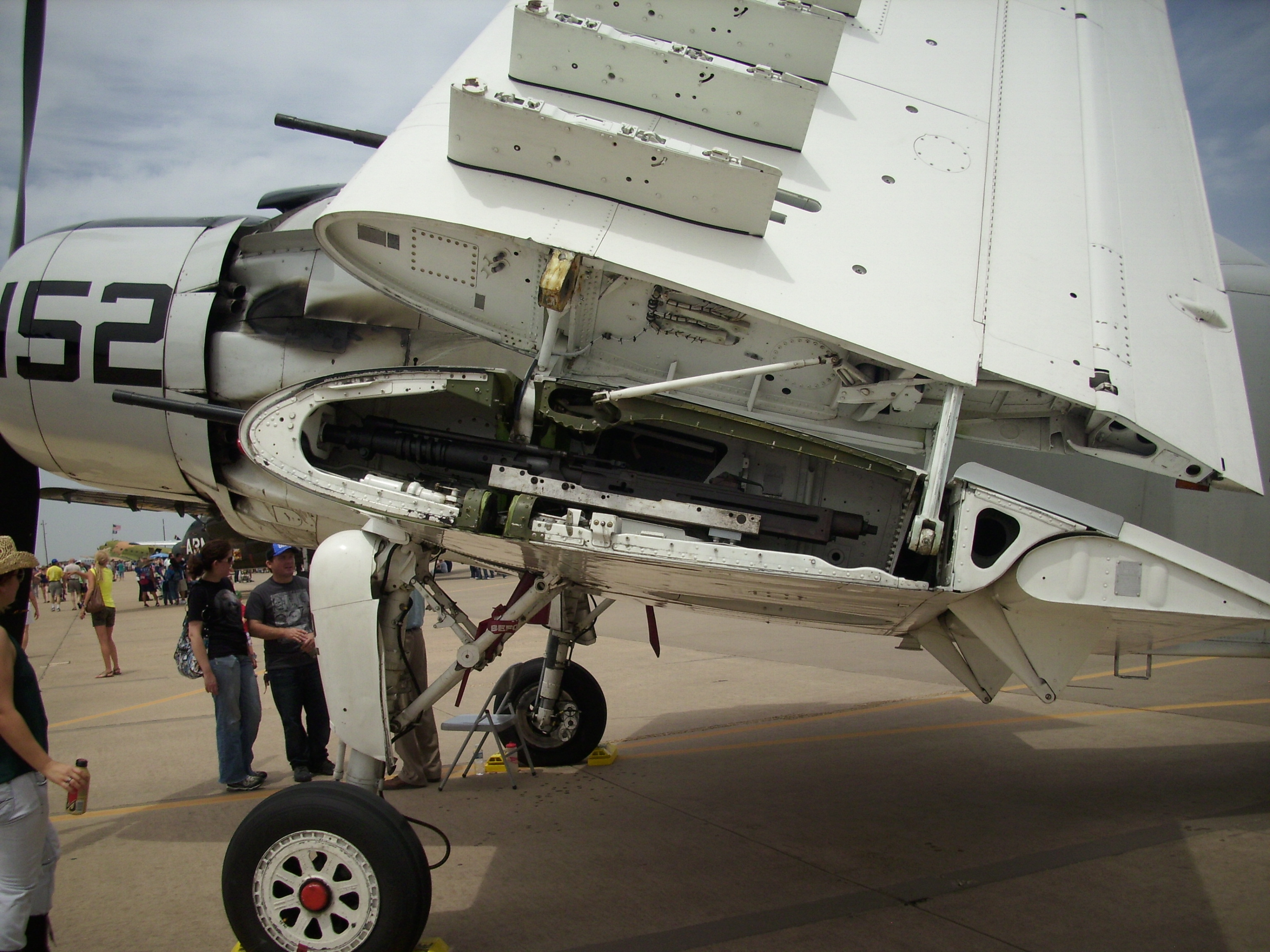
ダグラス A-1 スカイレイダーに搭載された、アメリカ生産型HS.404の改良型であるAN-M3

1936年、アメリカ陸軍航空隊とアメリカ海軍は、それまでの航空機搭載火器の標準であったAN-M2 7.62mm機関銃とAN-M2 12.7mm機関銃の混載に替わる武装強化策として、口径15～20mmへの統一、もしくは20mmと12.7mmの混載へ変更する計画を共同で立案した。しかし、自国開発による新型機関砲の開発は難航しており、早期に口径20mmクラスの機関砲の国産開発は困難とされたことから、欧州諸国からの導入が計画され、ドイツ、スイス、およびデンマーク製の各種製品が検討されたが、ドイツとスイス
からの導入は政治的事情と予算の都合により見送られ、デンマークのマドセン(Madsen)社の23mm機関砲が少数のみ試験的に購入された。1936年11月に行われたテストではアメリカ軍側を満足させる結果を得たものの、その後のライセンス契約に関する交渉が遅々として進まず、海軍は1938年にF2A戦闘機に搭載して試験を行うための追加購入を決定したが、弾薬局が「国産の機体に海外製の装備を搭載することは望ましくない」と強硬に反対し、マドセン製機関砲の導入は見送られることになった。
これらに並行してアメリカ軍関係者が注目していたものに、同時期に完成して各国の航空軍事関係者に披露されていたHS.404があり、1937年の2月にアメリカ海軍は担当者をフランスのイスパノ・スイザ社に派遣、同年3月には陸軍の担当者が同社より入手した資料を本国に送っている。一連の予備調査の結果、HS.404に対してアメリカ陸海軍は大いなる期待を寄せ、イギリスがHS.404の導入とライセンス生産を計画していることもこれを後押しした。同じくフランス製の航空機関砲であるホチキス社製の25mm機関砲にもアメリカ軍の注目が向けられていたが、こちらの試験購入はフランス側より「機密兵器である」として拒否されたため、HS.404が選定され、同年7月には弾薬を含めた試験購入の契約が締結された。1936年にイスパノ・スイザ社がフランス政府に半ば強制的に国有化されたことの影響や、フランス国内での事前検査の遅延によって引き渡しが遅れたものの、1938年2月には試験購入したものがアメリカに到着して採用審査が行われた。
審査の結果採用と導入はほぼ決定したものの、製造権料その他の問題でイスパノ・スイザ社とアメリカ陸海軍の間でなかなか折り合いがつかず、交渉は1939年を通して行われ、同年12月にようやく最終的な契約が締結され、1940年1月、現時点での製造元であり、イスパノ・スイザ社を国有化したフランスの企業である「LaSociétéd'exploitation desmatériels」との契約も成立、同年2月および4月には最初の国外生産分と弾薬がアメリカに到着、実用試験が開始された。4月にはアメリカ海軍からライセンス契約の費用を半額負担することが申し出され、海軍での採用も決定した。1940年4月29日には陸軍への採用が発表され、アメリカ国内でのライセンス生産を実際に担当する企業の選定も始まり、競争入札の結果同年9月にはベンディックス社(Bendix Aviation Corporation)に決定した。同社では直ちに製造ラインを構築して生産に入り、同年末には製造が開始された。なお、この際に時間の短縮のためにフランス製の図面がそのまま導入され、これが後に重大な問題を引き起こすこととなる。
アメリカ製HS.404はまずは1941年5月には陸軍航空隊に“Gun,Automatic,20 mm,M1”の制式名称で採用された。なお、この時点では海軍はM1を14門引き渡されだけに留まり、F2A戦闘機に搭載して試験を行ったのみで、M1の海軍での運用例はこれのみである。
M1は1941年内には「要求されている生産数は1社のみでは達成できない」としてベンディックス社以外にも生産が委託されることになり、複数の軍需企業により、弾薬の製造を含む大規模な製造体制が構築された。同時に、イギリスにおいて装弾方式をドラム型弾倉のみからベルト給弾式に変更し、“モーターカノン”方式を前提としていた機体への装備方法を主翼や胴体に直接マウントできるように変更した設計とした改良型であるイスパノ Mk.IIが開発されたことから、アメリカにおいてもこの改良型に製造を切り替えることが決定され、"T9"の名称でアメリカで独自に開発されたベルト給弾機構を使用可能とした改修型の開発が進められ、M1の生産が終了していないにもかかわらず生産ラインの切り替えが準備されている。
諸処の問題はあったにせよ、M1は1942年には大量生産が軌道に乗っており、製造されたものが順次納入されて配備されていたが、アメリカではイギリスにおいて問題となった薬莢の貼り付きと圧縮の問題を認識していなかったこと、アメリカ軍においては“大砲”に分類して製造公差を決定したこと、更にはメートル法で作図されていたフランス製の図面の数値をアメリカにおいてヤード・ポンド法に変換したもの、それも生産開始を急ぐために急遽作図したものが配布されたことから、構造的欠陥が是正されていない上に部品の精度に問題が生じ、製造されたM1は信頼性に乏しく、撃針の打撃力不足によって不発が多発し、運用部隊からは「弾倉への装填時に弾薬にグリスを多量に塗布しなければ満足な作動が望めない」と評価される有様だった。更に、重量軽減のために空気圧式の再装填装置を取り外したため、飛行中に装弾不良や排莢不良が発生すると回復できない、という深刻な問題が生じた。また、20mm機関砲は12.7mm機銃に対して重いため、翼内武装を12.7mmから20mmに変更した機種では発砲時や高機動時の翼のねじれが大きくなり、命中精度が低下するという問題が発生した。
M1はイギリスへの供給が計画されていたため、この不良問題を懸念したイギリスからは1942年4月にイスパノ Mk.IIとその図面（高精度のヤード・ポンド法版）が提供された。これを受けて、前述の改良型であるT9の薬室長を約1mm短縮するなどした修正を行うことで少しでも信頼性を高める努力がなされ、T9に改修を加えたものは陸海軍航空機の武装統一計画に伴い海軍にも導入され、AN-M2の統一制式番号が与えられた。
M1で発生した諸々の問題は製造をAN-M2に切り替えた上でM1を回収することで対処されたが、M1は既に1942年末の時点で機関砲本体を56,400基余り、弾薬だけでも既に4,000万発を製造しており、これが全て使用不適と見なされることになったのである。AN-M2の設計も成功とは言い難く、不良発生率は平均して1,500発に1回という高いもので、更にこの数値は砂塵の多い環境では倍増した（ただし、これについては「整備マニュアルの不備、および実際の整備体制に大きな問題があった」との考察もある）。結局、AN-M2も1944年2月には生産が中止され、アメリカ製HS.404における不発と装弾不良の多発の問題は第2次世界大戦中には最後まで解消されることはなく、イギリスへの供給も断念された。

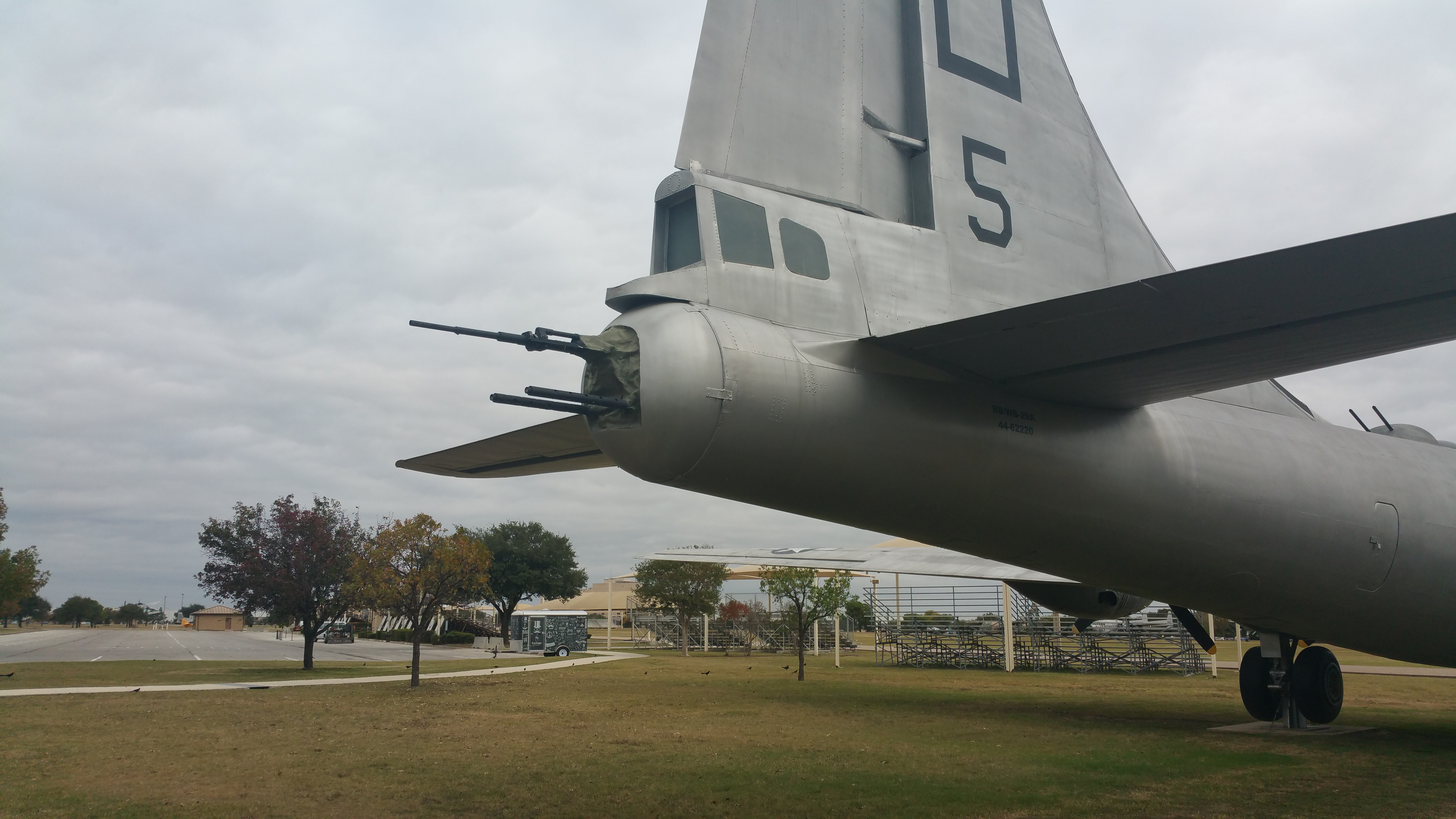
B-29の尾部銃座に搭載されているAN-M2（3つある銃身のうち上のものがAN-M2）

M1およびAN-M2は第二次世界大戦中に合わせて134,663基が製造されているが、従来の.50口径航空機銃から全面的に切り替えられることはなく、第2次世界大戦中に実戦投入された機体の搭載機銃としては、陸軍航空隊ではP-38 ライトニング、P-39 エアラコブラの外国向け供与型およびP-61夜間戦闘機の他にはP-51の試作型(NA-91)など数種の試作機に搭載されたのみで、海軍/海兵隊航空隊でもF6FやF4Uの一部に対爆撃機用や対地攻撃任務用の武装変更型として搭載されたにすぎなかった。B-29爆撃機の防御武装としても搭載されたが、不具合が多い上に有用性が低いとされ、多くの機体で運用開始後順次撤去されている。
アメリカ海軍では1943年にはイギリスのイスパノ Mk.Vに倣ってAN-M2の銃身を短縮し、リコイルスプリングの位置を変更して改良したものを開発し、これは最終的にはT31として完成した。T31は1945年5月までに約32,346基がM1およびAN-M2より改修されたが、やはり信頼性の問題は続いた。T31のうち新造されたものにはAN-M3の制式名称が与えられ、この名称は既存のT31にも適用された。
戦争が終結した後の1945年12月の段階でもAN 20mm機関砲の改良計画は陸軍長官の承認のもとに続けられており、最終的にアメリカ製HS.404であるGun,Automatic,20 mmシリーズの信頼性問題は、アメリカ陸軍航空隊向けでは電動式再装填装置を追加、薬室の設計を変更したM24（1947年のアメリカ空軍発足に伴って制式番号が変更されている）が、アメリカ海軍向けではAM-N3の改良型であるMk-12が開発されるまで解決しなかった。なお、Mk-12では発射速度は毎分1,000発に向上しており、弾薬も独自の20×110mm USN弾(20×110mm MK-100 series)を使用している。
AN-M2/3およびM24、そしてMk-12は第二次世界大戦後にジェット機が主流になった後もアメリカ海空軍で航空機搭載機銃として使われ続けたが、やはりリヴォルヴァーカノン（ポンティアック M39）、そしてモーターガトリング砲（M61 バルカン）の開発とそれらを搭載した航空機の導入により、航空機搭載機銃としては主流の座を退いた。
航空機関砲としての運用を終えたのち、アメリカ海軍では本砲をエリコン 20 mm 機関砲の後継として艦載化し、AN-M3はMk 16 mod 4、M24はmod 5と改称された。海軍での運用は1980年代までにおおむね終了したが、アメリカ沿岸警備隊では2022年現在でも一部で用いられている。

### イスラエル

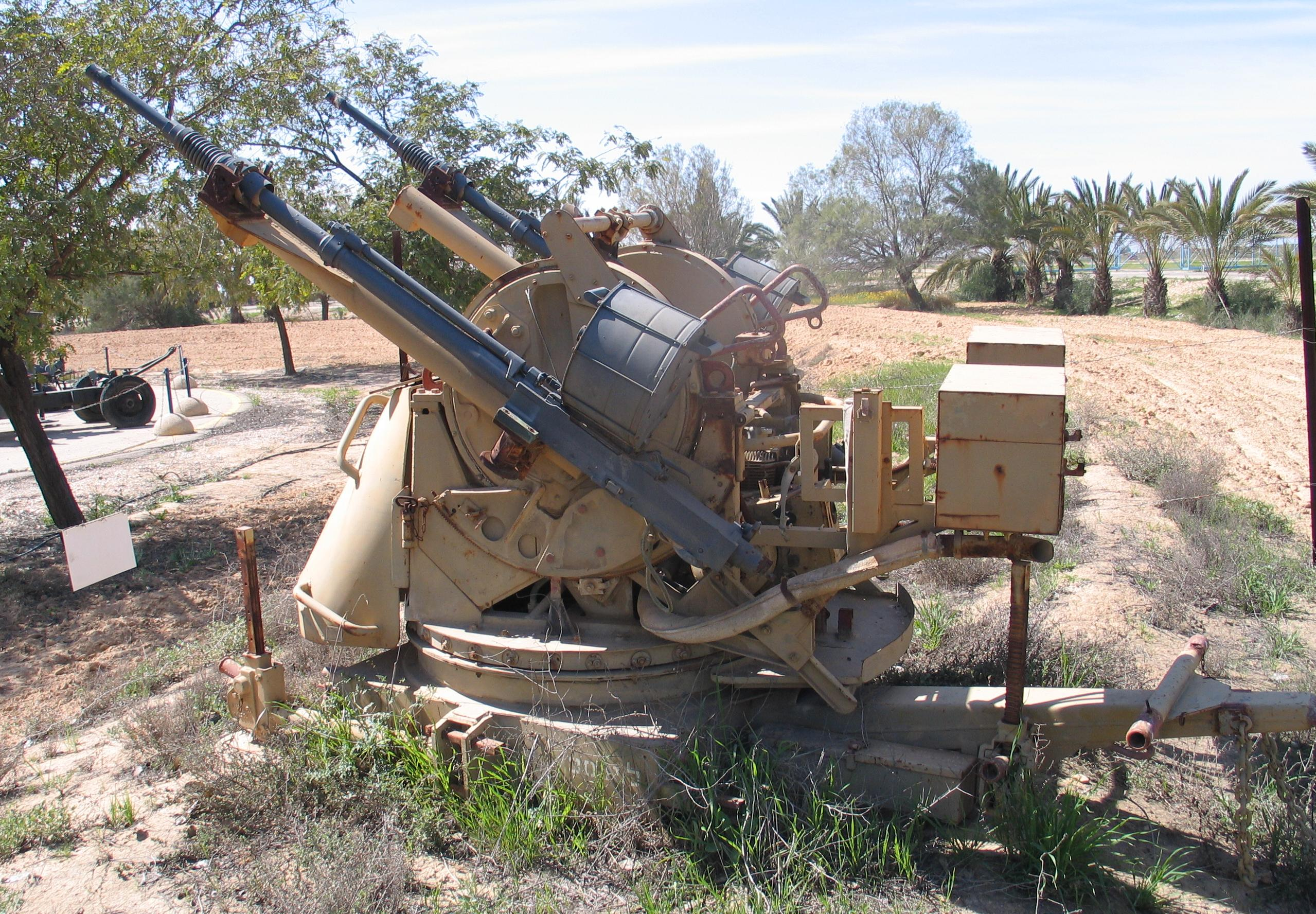
イスパノ・スイザ HS.404をM45機関銃架に搭載したTCM-20対空機関砲

第二次世界大戦時のアメリカ合衆国で、4挺のM2重機関銃を装備したM45機関銃架が開発され、車載用途などで運用された。第二次世界大戦後、イスラエル国防軍はM45機関銃架のM2重機関銃を、2挺のイスパノ・スイザHS.404に換装した2連装の対空機関砲としてTCM-20対空機関砲を開発した。TCM-20はM3ハーフトラックやBTR-152装甲車に搭載されて使用された。また自走型以外にも右写真のように地上据置で使用されたり、1軸2輪のトレーラーに積載して小型トラックで牽引可能としたものも見られた。1973年に発生した第四次中東戦争でも、旧式兵器でありながら26機を撃墜する活躍を見せた。
TCM-20はイスラエル国防軍で余剰化した後、一部は南レバノン軍に供与されたほか、中南米やアフリカ諸国に輸出された。チリ陸軍では6x6のピラーニャ装輪装甲車にTCM-20を搭載した自走対空車両を保有している。

## 諸元 (M1/M2/M3/T-31)
|            | M1/M2 | AN-M3 | AN-M3 (T31)                                                                                                |
| ---------- | --- | --- | --- |
| 口径       | 20mm | 20mm | 20mm |
| 全長       | 93.7in (238cm)                                                                                             | 77.7in (197.36cm)                                                                                          | 77.75in (197.49cm)                                                                                         |
| 砲身長     | 67.5in (171.45cm)                                                                                          | 52.5in (133.35cm)                                                                                          | 52.5in (133.35cm)                                                                                          |
| 総重量     | 102lbs (46.27kg)                                                                                           | 99.5lbs (45.13kg)                                                                                          | 99.5lbs (45.13kg)                                                                                          |
| 砲身重量   | 47.5lbs (21.55kg)                                                                                          | 26.2lbs (11.88kg)                                                                                          | 26.2lbs (11.88kg)                                                                                          |
| 砲口初速   | 2,850fps (869m/s) ※HE-I 2,950fps (899m/s) ※AP-T                                                            | 2,730fps (832m/s) ※HE-I                                                                                    | 2,840fps (866m/s) ※HE-I 2,800fps (853m/s) ※AP-T                                                            |
| 発射速度   | 600-700rpm                                                                                                 | 650-800rpm                                                                                                 | 750-850rpm                                                                                                 |
| 弾頭重量   | HE-I M97：0.29lbs (131.54g)、AP-T M95：0.29lbs (131.54g)、AP-T M75：0.37lbs (167.83g)                      | HE-I M97：0.29lbs (131.54g)、AP-T M95：0.29lbs (131.54g)、AP-T M75：0.37lbs (167.83g)                      | HE-I M97：0.29lbs (131.54g)、AP-T M95：0.29lbs (131.54g)、AP-T M75：0.37lbs (167.83g)                      |
| 弾薬総重量 | HE-I M97：0.57lbs (258.55g)、AP-T M95：0.57lbs (258.55g)、AP-T M75：0.64lbs (290.30g)                      | HE-I M97：0.57lbs (258.55g)、AP-T M95：0.57lbs (258.55g)、AP-T M75：0.64lbs (290.30g)                      | HE-I M97：0.57lbs (258.55g)、AP-T M95：0.57lbs (258.55g)、AP-T M75：0.64lbs (290.30g)                      |
| 搭載機     | A-1、A-3、A2D、B-29、B-36、B-47、B-66、SB2C F3D、F6F、F8F、F9F、F4U、F2H、F6U、F7U、F-89、P-38、P-39、P-61 | A-1、A-3、A2D、B-29、B-36、B-47、B-66、SB2C F3D、F6F、F8F、F9F、F4U、F2H、F6U、F7U、F-89、P-38、P-39、P-61 | A-1、A-3、A2D、B-29、B-36、B-47、B-66、SB2C F3D、F6F、F8F、F9F、F4U、F2H、F6U、F7U、F-89、P-38、P-39、P-61 |